# Norman Hackerman

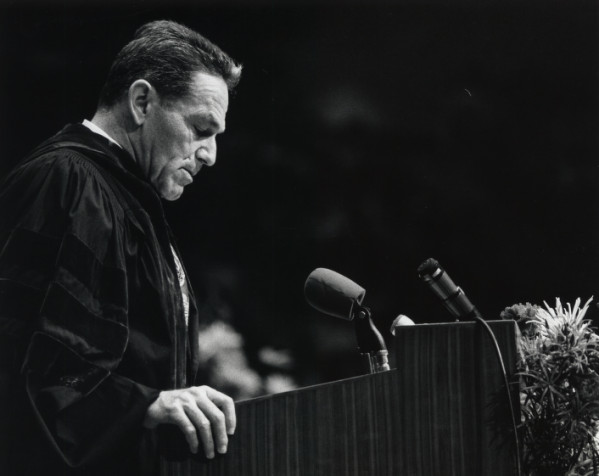
Norman Hackerman (1971)

Norman Hackerman (* 2. März 1912 in Baltimore, Maryland; † 16. Juni 2007 in Temple, Texas) war ein amerikanischer Chemiker und Materialforscher sowie Präsident der University of Texas at Austin und der Rice University.

## Leben
Hackerman war der einzige Sohn des Schneiders Jacob Hackerman und seiner Frau Ann Raffel, Immigranten aus dem heutigen Gebiet von Estland und Litauen. Er studierte Chemie an der Johns-Hopkins-Universität, machte 1932 seinen Bachelor-Abschluss und promovierte 1935 bei Walter Albert Patrick mit der Arbeit A Study of the Effect of Solvent and Concentration on the Molecular Weight of Sulfur Monochloride.
Auf Grund des prekären Arbeitsmarktes während der großen Depression arbeitete er danach zeitgleich in drei Teilzeitstellen. Er lehrte am Loyola College, hatte eine Assistenzstelle an der Johns-Hopkins-Universität und arbeitete für die Firma Colloid Corporation, die Lösungen für die Homogenisierung von Milch entwickelte. Zwischen 1939 und 1941 arbeitete er für ein chemisches Labor der Küstenwache auf Staten Island. 1941 wurde er Assistenzprofessor an der Virginia Polytechnic Institute and State University (Virginia Tec) in Blacksburg, Virginia. Nach dem Angriff der Japaner auf Pearl Harbor und dem Eintritt der Vereinigten Staaten in den Zweiten Weltkrieg arbeitete er für die Kellex Company, die Teil des Manhattan-Projektes war, das die erste Atombombe entwickelte.
1945 wurde er Assistenz-Professor an der University of Texas at Austin, im Laufe seiner Hochschulkarriere hatte er mehrere Positionen inne und war schließlich von 1967 bis 1970 Präsident dort. 1970 wechselte er an die Rice University in Houston und war dort von 1970 bis 1985 Präsident. Nach 1985 war er als Emeritus weiterhin an der University of Texas in Austin tätig und hielt bis einen Monat vor seinem Tod noch Vorlesungen.
Er war seit 1941 mit Gene Coulbourn verheiratet, die 2002 starb. Aus der Ehe gingen ein Sohn und drei Töchter hervor.

## Wirken
Bereits während seiner Tätigkeit beim Manhattan-Projekt in den 1940er Jahren hatte er mit Korrosionsforschungen zu tun. In den 1960er Jahren wurde Hackerman mit seinen Forschungen über Metallkorrosion, über elektrochemische Oxidation und den Prozess einer langsamen Korrosion bekannt. Er entwickelte Lösungen für die Materialproduktion korrosionsbeständiger Metalle und Möglichkeiten eines zuverlässigen Korrosionsschutzes.
1968 wurde er von US-Präsident Lyndon B. Johnson in das National Science Board berufen. Er war maßgeblich an der Entwicklung des Forschungs- und Ausbildungsprogramms der National Science Foundation der USA beteiligt; von 1974 bis 1980 war er deren Vorstandsvorsitzender. Norman Hackerman ist Namensgeber des „Norman Hackerman Award in Chemical Research“ der Welch Foundation, einer der ältesten US-Stiftungen im chemischen Forschungsbereich. Er war dort von 1982 bis 2006 im wissenschaftlichen Beirat tätig.
Norman Hackerman veröffentlichte während seines 70-jährigen Schaffens mehr als 250 wissenschaftliche Arbeiten und war seit 1969 Herausgeber des „Journal of Electrochemistry“, langjähriges Mitglied der American Chemical Society, ehemaliges Vorstandsmitglied der Electrochemical Society, seit 1971 Mitglied der National Academy of Sciences, seit 1972 der American Philosophical Society und seit 1978 Mitglied der American Academy of Arts and Sciences. Es wurden zwei Gebäude nach ihm benannt, das „Norman Hackerman Experimental Science Building“ an der University of Texas at Austin und das „Hackerman House“ im J. Erik Jonsson Center der National Academy of Sciences.

## Auszeichnungen (Auswahl)
- 1956: „Whitney Award from the National Association of Corrosion Engineers“
- 1965: „Palladium Medal from the Electrochemical Society“
- 1978: American Institute of Chemists Gold Medal
- 1987: „Charles Lathrop Parsons Award of the American Chemical Society“
- 1993: „Vannevar Bush Award of the National Science Board“
- 1993: National Medal of Science

Nach Norman Hackerman ist der Gebirgskamm Hackerman Ridge im ostantarktischen Viktorialand benannt.